# IC 2334
IC 2334 је појединачна звијезда у сазвјежђу Рак која се налази на листи објеката дубоког неба у Индекс каталогу.
Деклинација објекта је + 18° 36' 52" а ректасцензија 8h 23m 0,0s.